# Nicolas Cluzeau
Œuvres principales
Le Dit de Cythèle (2002-2004)
Rouge Ténèbres (2009)
Nicolas Cluzeau, né le 12 janvier 1968 à Paris, en France, est un écrivain français de fantasy et de romans historiques pour la jeunesse, vivant en France. Il est principalement connu pour ses romans et nouvelles de fantasy situés dans le multivers Gaïen et pour ses romans historiques, plusieurs inspirés par l'histoire de la Turquie. Nicolas Cluzeau est également traducteur.

## Biographie
Nicolas Cluzeau est né le 12 janvier 1968 à Paris, en France. Dès l'adolescence, il pratique le jeu de rôle sur table. Son envie d'écrire lui vient en partie par mimétisme car son père a publié un roman aux éditions Anne Carrère, mais il renonce dans un premier temps, se sentant incapable de rivaliser avec les grands auteurs de fantasy et de science-fiction. L'envie d'écrire lui revient progressivement par l'intermédiaire de ses activités de meneur de jeu dans des parties de jeu de rôle sur table : il commence par écrire des comptes rendus de parties de plus en plus détaillés, au point que ses joueurs lui suggèrent de s'essayer à l'écriture de romans et de nouvelles. Il entreprend alors plusieurs romans en parallèle au travail de nuit qu'il exerce alors, et l'envie d'écrire ne le quitte plus par la suite. En parallèle à ses activités d'écriture, il travaille un temps pour le jeu vidéo. Il vit entre la France et la Turquie avec son épouse.
En 1998, Nicolas Cluzeau publie chez Nestiveqnen ses premiers romans de fantasy qui forment le diptyque du Lai de Nordhomme. Il publie dès lors régulièrement des romans, nouvelles et romans courts de fantasy chez plusieurs éditeurs. Plusieurs sont situés dans le Multivers Gaïen, comme sa tétralogie Le Dit de Cythèle paru entre 2002 et 2004, ses recueils Harmelinde et Deirdre (2001) et Chroniques des Franges féériques (2005) puis la tétralogie des Chroniques de la Mort blanche parue entre 2011 et 2014. Parmi ses premiers romans figure le diptyque des Chroniques de la Terre déchirée, écrit en collaboration avec Laurent Aillet. Nicolas Cluzeau s'essaie aussi à plusieurs autres genres : le roman historique (Rouges Ténèbres, Chasses olympiques, Lame de corsaire) et la fantasy historique (Le Jour du Lion, Les Cavaliers du Taurus). Plusieurs de ses romans s'inspirent de l'histoire de la Turquie : Le Jour du Lion (2008), Rouge Ténèbres (2009), Les Cavaliers du Taurus (2009), Les Sept Foudres d'Allah (2012). Son polar historique Rouge Ténèbres, paru chez Gulf Stream dans la collection "Courants noirs" en 2009, fait partie des finalistes pour le prix des Mordus du Polar en 2010. Chasses olympiques, paru en 2010, se déroule pendant les Jeux olympiques de Stockholm en 1912. Il écrit aussi bien dans des collections pour adultes que dans des collections pour la jeunesse.
Nicolas Cluzeau est également traducteur : il traduit de l'anglais au français les romans de Louise Cooper Notre reine des neiges en 2004 et Le Sacre de la nuit en 2006, puis le roman de Brian Stableford L'Ombre de Frankenstein en 2010,.

## Romans ou recueils

### Dans le Multivers Gaïen
- Le Lai de Nordhomme

1. Embûches, Nestiveqnen, 1998
2. Erika, Nestiveqnen, 1998

- Harmelinde et Deirdre, ensemble de six novellas, Nestiveqnen, 2001. (Ce volume contient six nouvelles ou novellas : « L'Affaire du sang ténébreux », « Sage comme une image », « L'Affaire de la forêt déménageuse », « L'Affaire du millénaire désenchanté », « L'Affaire des saveurs oniriques » et « Le Syndrome du dragon inversé ».)
- Le Dit de Cythèle

1. La Ronde des vies éternelles, Nestiveqnen, 2002, Blackbook édition poche, 2010
2. Les Larmes du démon, Nestiveqnen, 2003, Blackbook édition poche, 2011
3. La Citadelle du titan, Nestiveqnen, 2003, Blackbook édition poche, 2011
4. Le Souffle du dragon, Nestiveqnen, 2004, Blackbook edition poche, 2011

- Chroniques des Franges féeriques. Deux enquêtes d'Harmelinde de Crommlynk, Nestiveqnen, 2005. (Ce volume contient les deux novellas « La Chasse aux Dirzuls » et « Les Sept Couleurs de la vie ».)
- Chroniques d'une Magie Annoncée, Midgard éditeur, 2013. (Ce volume regroupe dix nouvelles ou novellas, dont les six déjà parus dans Harmelinde et Deirdre précédées de quatre autres : « Erreur de jeunesse », « L'énigme du Rat-Daemon », « Le Syndrome de Talos » et « L'Affaire de l'ombre dans les flammes ».)
- Chroniques Iliatiques

1. L'Arche des tempêtes, Nestiveqnen, 2007

- Chroniques de la Mort Blanche

1. Avant les Ténèbres, Éd. de l'Archipel, 2011, réédition éditions du 38, 2015
2. Noir Saphir, Éd. de l'Archipel, 2012, réédition, éditions du 38, 2015
3. Dragon des Brumes, Éd. de l'Archipel, 2012, réédition, édition du 38, 2015
4. Le Maître des Oiseaux, Amazon kindle, 2014, édité en inédit par les éditions du 38, 2016
5. Les quatre volumes sont regroupés dans une intégrale aux éditions du 38 sous le nom "Chroniques de la Mort Blanche" en juin 2017.

- Divinité Alpha

1. L'Oeil de Repseth, Ed. du 38, 2018
2. Le Pays Oublié, Ed. du 38, 2018
3. La Folie de Mithras, Ed. du 38, 2018

### Chroniques de la Terre déchirée
1. Fiançailles, avec Laurent Aillet, Fleuve noir, 1998
2. Épousailles, avec Laurent Aillet, Fleuve noir, 1998

### Polars historiques
- Rouges Ténèbres, polar historique, Gulf Stream, 2009
- Chasses Olympiques, Gulf Stream, 2010
- Lame de Corsaire, Gulf Stream, 2011

### Fantasy historique
- Le Jour du Lion, Mango jeunesse, 2008
- Les Cavaliers du Taurus, Rivière Blanche, 2009, ActuSF pour l'édition numérique 2013.

### Thrillers fantastiques
- La Voix des Dieux, Rouge Safran, 2007
- Les Sept Foudres d'Allah, novella, Griffe d'Encre, 2012
- L'Honneur des Ombres, Ed. Lynks, 2018

## Nouvelles et novellas parues en anthologies, magazines, prozines, fanzines

### Nouvelles dans le Multivers Gaïen
- Sage comme une image, in Yellow Submarine numéro 128, Le Bélial éditions, 2000, réédité dans le recueil Harmelinde et Deirdre.
- L'affaire des saveurs oniriques, in Les Vagabonds du Rêve, numéro 1, Oxalis 2000, réédité dans le recueil Harmelinde et Deirdre.
- Erreur de Jeunesse, nouvelle dans le Multivers Gaïen, in Il était une Fée, Oxymore éditeur 2000, Faeries numéro 12, Nestiveqnen éditions, 2003.
- L'affaire de l'Archiplume dépossédé, nouvelle dans le Multivers Gaïen, in Sur les traces de Cugel l'astucieux, Nestiveqnen éditions, 2002.

### Autres nouvelles
- Le Voyage de Mary-Ann Brown, in Ainsi soit l'Ange, Oxymore éditeur 1999, Faeries numéro 6, Nestiveqnen éditions, 2001, version numérique Amazon kindle, 2011.
- La bataille navale d'Aiguerand, in Science et Sortilèges, Nestiveqnen éditions 2002, version longue numérique Amazon kindle 2011
- Le Collecteur, sur le site NooSFere, 2003[9].
- De la Luna, in Lanfeust Mag 2005, in Faeries numéro 24, Nestiveqnen éditions 2007
- Toprakkale, in Sacrées Vieilles Pierres, L'écailler du sud 2006 ; version numérique sous le titre Yilan Kalesi, Amazon kindle 2011
- Tsuyan, in Ouvre-toi, Griffe d'encre éditions 2007, version numérique Amazon kindle 2011
- Rage, in Le Crépuscule des Loups, le Calepin Jaune éditions 2008, version numérique Amazon kindle 2011
- Le syndrome de Talos, in Crimes en imaginaire, Mille Saisons 2008
- Témoin céleste, in Zoo criminel, Gulstream éditeur 2009
- Un artiste singe, in Zoo criminel, Gulfstream éditeur 2009
- Legs d'Honneur, in L, CDS éditions 2009, version numérique Amazon kindle 2011
- Brytomarte, in Fauves et Métamorphoses, CDS éditions 2010 ; version numérique sous le titre Vengeance, Amazon kindle, 2011
- Dragon des Mers, in Dimension de capes et d'esprits, Rivière Blanche 2010
- Opération Taureau Fertile, in Arcanes, éditions Voy'[el], 2010
- L'Affaire du Rat-Daemon, in Jeu de Rôle magazine no 17, décembre 2011
- Cœurs Apaches, in Chants de Totem, Argemmios éditions, avril 2012
- Une Légende est née, in D'Avalon à Camelot, Terres de Brume, mai 2012
- Règlement de comptes à Sao Batista, in Nécropolice, Rivière Blanche, avril 2013